# Kłamstwa (singel)
Kłamstwa – singel polskiego influencera Mortalcia, który został wydany pod pseudonimem Mortal. Singel miał premierę 2 grudnia 2023.
Nagranie otrzymało w Polsce status złotej płyty 24 kwietnia 2024.
Singel zdobył ponad 4 miliony wyświetleń w serwisie YouTube (na kwiecień 2024) oraz prawie 5 milionów odsłuchań w serwisie Spotify (na kwiecień 2024).

## Nagrywanie
Utwór został wyprodukowany przez Jonathana Chmielewskiego. Za mix/mastering oraz realizację utworu odpowiada również Jonathan Chmielewski. Tekst do utworu został napisany przez Patryka Barana.

## Twórcy
- Patryk Baran – tekst, wokal,
- Jonatan (Jonathan Chmielewski) – produkcja, kompozycja, realizacja, mix/mastering.

## Certyfikaty
| Kraj          | Certyfikat  |
| ------------- | ----------- |
| Polska (ZPAV) | złota płyta |